# Sitio de Trebisonda
El sitio de Trebisonda se libró entre los turcos selyúcidas y los trapisondeses entre 1205 y 1206 en la ciudad póntica de Trebisonda. La batalla terminó con la victoria de los trapisondeses.

## Antecedentes
Este sitio fue un intento del sultán selyúcida Kaikosru I de conquistar la capital del Imperio de Trebisonda, poniendo fin al estado naciente (1204). Antes de este conflicto, el sultán selyúcida había vencido a sus rivales turcomanos danisméndidas y a las ciudades occidentales de Asia Menor. Con este movimiento Kaikosru I se aseguró de no ser perturbado por nadie, durante el sitio de Trebisonda.

## El sitio
El sitio no fue como esperaba el sultán, de hecho los selyúcidas fueron incapaces de capturar la ciudad. La suerte de los trapisondeses se debió a que el sultán se cansó de no ver resultados durante el sitio. Finalmente, Kaikosru I abandonó el sitio y dirigió su atención contra el Imperio de Nicea.

## Consecuencias
En poco tiempo los turcos atacaron a los nicenos, tomando la ciudad de Antalya. Así el sultán comenzó una larga campaña contra los nicenos, sin embargo el sultán murió en batalla en 1211 contra Teodoro I Láscaris.